# Carlos Borja (koszykarz)
Carlos Borja Morca (ur. 23 maja 1913 w Guadalajarze, zm. 25 listopada 1982 tamże) – meksykański koszykarz, brązowy medalista letnich igrzysk olimpijskich w Berlinie.
Jego brat Víctor także był koszykarzem, olimpijczykiem z 1936.